# (18458) Caesar
(18458) Caesar (1995 EY8) – planetoida z grupy pasa głównego asteroid okrążająca Słońce w ciągu 3,49 lat w średniej odległości 2,3 j.a. Odkryta 5 marca 1995 roku.